# Usina Hidrelétrica Itaúba
Usina Hidrelétrica Itaúba é uma usina hidrelétrica localizada no Rio Jacuí, na divisa entre os municípios brasileiros de Pinhal Grande e Estrela Velha, ambos pertencentes ao estado do Rio Grande do Sul. Possui quatro unidades geradoras de 125 MW, sendo que a quarta unidade foi entregue à operação em 1 de outubro de 1978. A usina foi inaugurada em 9 de novembro do mesmo ano, sendo propriedade do grupo CEEE. A barragem forma um reservatório de 12.950 hectares.
Além de sua contribuição no segmento de geração de energia, esta usina é um importante elemento da história da energia elétrica no Estado, que contribuiu para alavancar o desenvolvimento no território gaúcho. O Grupo CEEE realiza permanentes investimentos na preservação de suas usinas, com instalação de equipamentos modernos. Contudo, procura manter intactas as características arquitetônicas originais.

## Ficha técnica
- Potência Efetiva 500 MW
- Rio Jacuí;
- Entrada em operação:
  - Setembro de 1978.
- Local da Casa de Força:
  - Município de Pinhal Grande
- Município(s) atingido(s) pelo reservatório:
  - Margem Direita: Município de Júlio de Castilhos e Pinhal Grande;
  - Margem Esquerda: Município de Estrela Velha e Salto do Jacuí.
- Turbina:
  - Tipo: Francis, eixo vertical;
  - Potência: 4 x 128,10 MW;
  - Queda líquida: 87,60 m.
- Barragem:
  - Nome: Itaúba;
  - Tipo: Gravidade de enrocamento com núcleo de argila;
  - Altura: 97,00 m;
  - Comprimento: 385,00 m.